# Gniazdo szerszeni (film 1970)
Gniazdo szerszeni (ang. Hornets’ Nest) – amerykańsko-włoski dramat wojenny z 1970 roku w reżyserii Phila Karlsona i Franco Cirino. Zdjęcia kręcono w Gazzola (region Emilia-Romania).

## Opis fabuły
Rok 1944. Grupa amerykańskich komandosów zostaje zrzucona nad terytorium okupowanych Włoch z zadaniem zniszczenia zapory wodnej. Jednak na skutek zdrady, cały oddział wraz z grupą osłaniających zrzut włoskich partyzantów, wpada w zasadzkę i zostaje wystrzelany przez Niemców. Świadkami całego zdarzenia jest grupa podrostków pod przywództwem nastolatka imieniem Aldo. Wynoszą oni z zasadzki nieprzytomnego dowódcę spadochroniarzy kpt. Turnera i ukrywają w górach. Chłopcy ci to grupa sierot żyjących razem od czasu gdy ich rodzice zostali wymordowani przez SS w pobliskiej wsi. Kiedy kurowany przez nich spadochroniarz dochodzi do siebie, składają mu propozycję – oni pomogą mu zdobyć radiostację celem nawiązania łączności z dowództwem, a w zamian za to komandos nauczy ich posługiwać się zdobytą przez podrostków bronią. Turner wyraża zgodę, chce jednak użyć chłopców do realizacji własnego celu – wysadzenia zapory. Jej zniszczenie spowoduje zalanie pobliskiej doliny i stacjonujących w niej niemieckich oddziałów, co ułatwi marsz nadciągającym oddziałom amerykańskim. Cała akcja kończy się sukcesem – grupa młokosów wyszkolonych i dowodzonych przez Turnera wysadza zaporę, a następnie dociera bezpiecznie do nadciągających oddziałów US Army. Zanim to nastąpi, Turner musi ulec żądaniom pałających żądzą zemsty chłopców i wraz z nimi zaatakować i zniszczyć oddział SS, który spacyfikował ich rodzinną wieś, zmierzyć się z zadziornym i nienawidzącym nazistów Aldo, poskromić piękną panią doktor Freedling i ujść przed pościgiem tropiącego go inteligentnego kapitana Wehrmachtu von Hechta.

## Obsada aktorska
- Rock Hudson – kpt. Turner
- Sylva Koscina – dr Freedling
- Sergio Fantoni – kpt. von Hecht
- Giacomo Rossi-Stuart – kpr. Schwalberg
- Jacques Sernas – Sturmbannführer Taussig
- Mark Colleano – Aldo
- Mauro Gravina – Carlo
- John Fordyce – Dino
- Giuseppe Cassuto – Franco
- Amedeo Castracane – Tonio
- Giancarlo Colombaioni – Romeo
- Ronald Colombaioni – Mikko
- Valerio Colombaioni – Arturo
- Gaetano Ganaro – Umberto
- Vincenzo Ganaro – Silvio
- Giuseppe Coppola – Rico
- Daniel Dempsey – Giorgio
- Luigi Criscuolo – Paolo
- Anna-Luisa Giacinci – Maria
- Daniel Keller – Tekko
- Mauro Orsi – Luigi
- Maurizio-Fabrizo Tempio – Mario
- Jean Valmont – Scarpi
- Rod Dana – amerykański pułkownik
- Tom Fellighi – płk. Jannings
- Andrea Bosic – gen. von Kleber
- Bondy Esterhazy – gen. Dohrman
- Mino Doro – włoski lekarz
- Gerard Herter – kpt. Kreuger
- Jacques Stany – Ehrlich
- Hardy Stuart – Gunter
- Bruno Marco Gobbi – Hermann
- Max Turilli – płk. Weede
- Larry Dolgin – pilot

i inni. 